# Marienkirche (Lubawka)

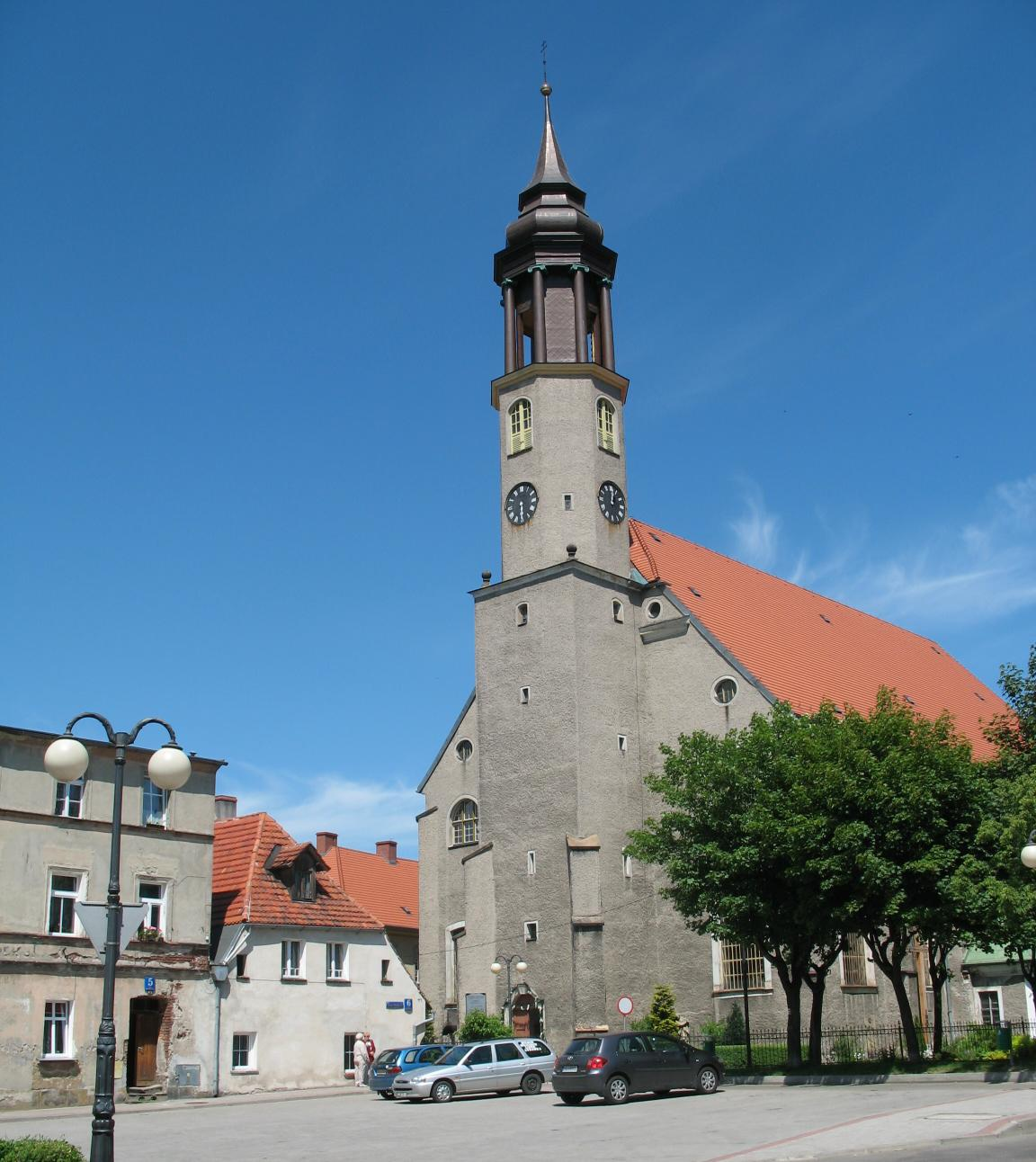
Marienkirche Lubawka, Seitenansicht

Die Marienkirche ist ein römisch-katholisches Kirchengebäude in Lubawka in der Woiwodschaft Niederschlesien in Polen.

## Geschichte
Die Kirche wurde 1292 erstmals als urkundlich erwähnt. Der heutige gotische Kirchenbau stammt aus dem 15. Jahrhundert. 1605–1615 und 1735–1738 wurde sie im Stil des Barock ausgebaut. Bis zur Säkularisation 1810 war sie Filialkirche Klosters Grüssau. Den Hauptaltar schuf Felix Anton Scheffler.